# Piotr Matveïevitch Grekov
Piotr (Pierre) Matveïevitch Grekov, en russe : Пётр Матвеевич Греков, né en 1762, mort en 1817 ou 1818 est un général cosaque russe des guerres napoléoniennes.

## Biographie
D'origine simple, en 1784 il rejoint les cosaques du Don, combat à la rivière Malka sous les ordres de Platov en 1785. Puis se trouve à Ismaïl lors de la Guerre russo-turque de 1787-1792 où il est fait capitaine.
Il participe aussi à la répression de la Pologne à Matsiovitsami et est décoré de l'Ordre de Saint-Laurent et de celui de Saint-Georges.
Lors de la campagne de Suisse et d'Italie de 1799, toujours avec les cosaques du Don, il est à Bergame, Lecco, Turin, Tortona et Marengo contre Massena. Campagne qui lui vaut l'ordre de Saint-Jean de Jérusalem (Russie impériale), de Sainte-Anne.
De nouveau actif lors de la Guerre russo-turque de 1806-1812, il commande trois régiment de cosaques sous le commandement du général Milodarovitch. Décoré de l'Ordre de Saint Vladimir, il reçoit aussi une épée d'or pour le courage en 1810. En 1811, après la bataille de Tarta et à Ruschkom, il est décoré et nommé major général.
Avec la campagne de Russie, sous les ordres de Tchitchagov, il commande dix régiments de cosaques, il est blessé le 19 novembre à Hotavitchi, dans le raïon de Lahoïsk et ne revenait que lors de la bataille de Bautsen participe à la bataille de Kolberg, Levenberg et Leipzig. Il reçoit une épée d'or et diamants pour son action sous Paris.
En 1904, le 16e régiment de cosaques reçoit le nom de Grekov.